# Rudolf Gertz
Rudolf Fredrik Hildemar Lundberg Gertz, född 11 juni 1884 i Östervåla socken, död 12 juni 1949 i Stockholm, var en svensk ingenjör.
Rudolf Gertz var son till kyrkoherden Herman Fredrik Lundberg. Efter mogenhetsexamen i Stockholm 1902 utexaminerade han från Tekniska högskolan 1907. Gertz var från 1909 anställd vid Patent- och registreringsverket, där han blev biträdande ingenjör 1912, byråingenjör 1914, byrådirektör 1928 samt byråchef vid besvärsavdelningen 1936. Han avlade 1930 kansliexamen vid Stockholms högskola. Gertz framträdde som författare och föredragshållare inom det industriella rättsskyddets område. Bland hans arbeten i patentfrågor märks Handledning för patentsökande (1921, 4:e upplagan 1942), Amerikansk patenträtt i kort översikt (1923) samt Patentanspråks formulering och patentansökningars nyhetsgranskning (1934). Gertz medverkade även med avdelningen Patentansökningars enhetlighet i Ett ämbetsverk i näringslivets tjänst. Kungliga Patent- och registreringsverket 50 år (1941) och flera år i Industritidningen Norden.